# Krieglach
Krieglach est une commune (Marktgemeinde) autrichienne du district de Bruck-Mürzzuschlag, en Styrie. Elle est connue pour être le lieu de naissance et de résidence du poète Peter Rosegger.

## Géographie
Situé dans la Haute-Styrie, le territoire communal s'étend dans la vallée de la rivière Mürz, au pied du massif de Stuhleck.

## Jumelage
La ville de Krieglach est jumelée avec :
- Bürstadt (Allemagne) depuis 1974